# São João de Tarouca
São João de Tarouca ist eine Gemeinde (Freguesia) im portugiesischen Kreis Tarouca. In ihr leben 460 Einwohner (Stand 19. April 2021).